# Хамерслі
Хамерслі, Гамерзлі (Hamersley Range) — гірський хребет в Австралії, розташований на території штату Західна Австралія.
Протяжність хребта зі сходу на південний схід становить близько 260 км. Найвища точка Хамерслі, яка одночасно є найвищою точкою Західної Австралії, гора Мегаррі, досягає 1249 м, гора Брюс всього на 15 м нижче. Великі родовища залізної руди (на початку 1990-х років в горах видобувалося 90 % всієї австралійської залізної руди), а також синього азбесту (видобуток припинений в 1966 році), золота.